# Іванов Михайло Вікторович
Іванов Михайло Вікторович — радянський, український кінооператор.

## Життєпис
Народився 23 червня 1939 р. в Києві.    
Батько —  режисер, сценарист, письменник Віктор Іванов
(«За двома зайцями», 1961). 
Дружина – мистецтвознавиця Ольга Жбанкова.    
Михайло Іванов закінчив операторський факультет Всесоюзного державного інституту кінематографії (ВДІК) (1962). 
Майстерня Леоніда Косматова, Едуарда Тіссе. 
З 1961 року — оператор-постановник Київської кіностудії ім. О. П. Довженка.
Оператор вищої категорії.
Член Національної спілки кінематографістів України (з 1967), Гільдії кінооператорів України (з 2000),Європейської асоціації кінооператорів IMAGO (з 2010).
Працював також на студіях «Укртелефільм», «Укркінохроніка», «Київнаукфільм».
Виробничий стаж – понад 55 років.
Викладав у Київському національному університеті театру, кіно і телебачення ім. І. К. Карпенка-Карого (Інститут екранних мистецтв), Київському національному університеті культури і мистецтв.
Викладацький стаж – понад 30 років.
Дипломна робота Михайла Іванова – кінострічка «Королева бензоколонки» (1962) увійшла до списку 100 найкращих фільмів в історії українського кіно.
Працював з режисерами: Віктором Івановим, Юрієм Тимошенком, Юхимом Березіним, Олексієм Мішуріним, Леонідом Нечаєвим, Володимиром Довганем, Суламіф'ю Цибульник, Ростиславом Синьком та іншими.

## Фільмографія
Як кінооператор-постановник зняв 21 фільм, зокрема:
- «Королева бензоколонки» (1962) — дипломна робота,
- «Ключі від неба» (1964),
- «Непосиди» (1967),
- «Вулиця тринадцяти тополь» (1969),
- «Сміхонічні пригоди Тарапуньки і Штепселя» (1970),
- «Веселі Жабокричі» (1971),
- «Ні пуху, ні пера» (1974),
- «Еквілібрист» (1976, т/ф),
- «Співає Микола Кондратюк» (1977, т/ф),
- «Оглядини» (1979),
- «Снігове весілля» (1980),
- «За покликом серця» (1985, у співавт. з І. Мамаєм).

На студії «Укртелефільм»:
- «Сад Гетсиманський» (1993),
- «Тигролови» (1994),
- «Донбас. Повернення» (1995),
- «Не пропала їхня слава» (1996).